# Vitali Shchur
Vitali Shchur –en ruso, Виталий Щур– (27 de noviembre de 1987) es un deportista ruso que compite en lucha grecorromana. Ganó dos medallas en el Campeonato Europeo de Lucha, plata en 2018 y bronce en 2017, ambas en la categoría de 130 kg.

## Palmarés internacional
| Campeonato Europeo | Campeonato Europeo | Campeonato Europeo | Campeonato Europeo |
| Año                | Lugar              | Medalla            | Categoría          |
| ------------------ | ------------------ | ------------------ | ------------------ |
| 2017               | Novi Sad (Serbia)  | Medalla de bronce  | 130 kg             |
| 2018               | Kaspisk (Rusia)    | Medalla de plata   | 130 kg             |